# Tom Van Hyfte
Tom Van Hyfte (Gand, 28 aprile 1986) è un ex calciatore belga, di ruolo centrocampista.